# Schleswig (település)
Schleswig ([ˈʃleːsvɪç] alnémet nyelven:  Sleswig dánul: Slesvig) város Németország Schleswig-Holstein tartománya északkeleti részén.  A történelmi Schleswig hercegség fővárosa volt.

## Nevének eredete
Neve két elemből tevődik össze, első része a Schlei tengeröbölre utal, aminek a partján fekszik, a második pedig egy indoeurópai eredetű, települést jelentő wich szó, amit a korai középkorban a térségben élő szászok és frankok használtak. (A wich rokon a latin vicus szóval, illetve közelebbről a holland wijk szóval, amik ugyancsak „falu”, „tanya”, „városnegyed”, „település” jelentésűek, viszont független a óészaki vik-től, ami a skandináv nyelvekben öblöt jelent.)

## Földrajza
A város a Schlei - a Keleti-tengerből messze benyúló, sajátos vékony öböl - délnyugati csücskénél helyezkedik el.

### Éghajlat
| Hónap                              | Jan.  | Feb.  | Már.  | Ápr. | Máj. | Jún. | Júl. | Aug. | Szep. | Okt. | Nov.  | Dec.  | Év    |
| ---------------------------------- | ----- | ----- | ----- | ---- | ---- | ---- | ---- | ---- | ----- | ---- | ----- | ----- | ----- |
| Rekord max. hőmérséklet (°C)       | 12,1  | 14,4  | 21,7  | 27,0 | 31,3 | 32,8 | 33,5 | 32,6 | 29,3  | 25,1 | 16,9  | 13,6  | 33,5  |
| Átlagos max. hőmérséklet (°C)      | 3,2   | 3,8   | 7,1   | 12,0 | 16,5 | 19,1 | 21,5 | 21,4 | 17,6  | 12,7 | 7,5   | 4,4   | 12,3  |
| Átlaghőmérséklet (°C)              | 1,0   | 1,5   | 4,0   | 7,8  | 11,9 | 14,8 | 17,1 | 17,1 | 13,9  | 9,7  | 5,2   | 2,3   | 8,9   |
| Átlagos min. hőmérséklet (°C)      | −1,1  | −0,9  | 0,9   | 3,5  | 7,2  | 10,4 | 12,7 | 12,7 | 10,2  | 6,7  | 2,9   | 0,2   | 5,5   |
| Rekord min. hőmérséklet (°C)       | −16,6 | −16,1 | −13,7 | −5,2 | −1,3 | 2,2  | 6,3  | 5,0  | 2,5   | −4,4 | −11,1 | −18,1 | −18,1 |
| Átl. csapadékmennyiség (mm)        | 82    | 56    | 61    | 43   | 58   | 80   | 93   | 90   | 83    | 97   | 80    | 86    | 909   |
| Forrás: Wetter und Klima Schleswig |       |       |       |      |      |      |      |      |       |      |       |       |       |

## Története

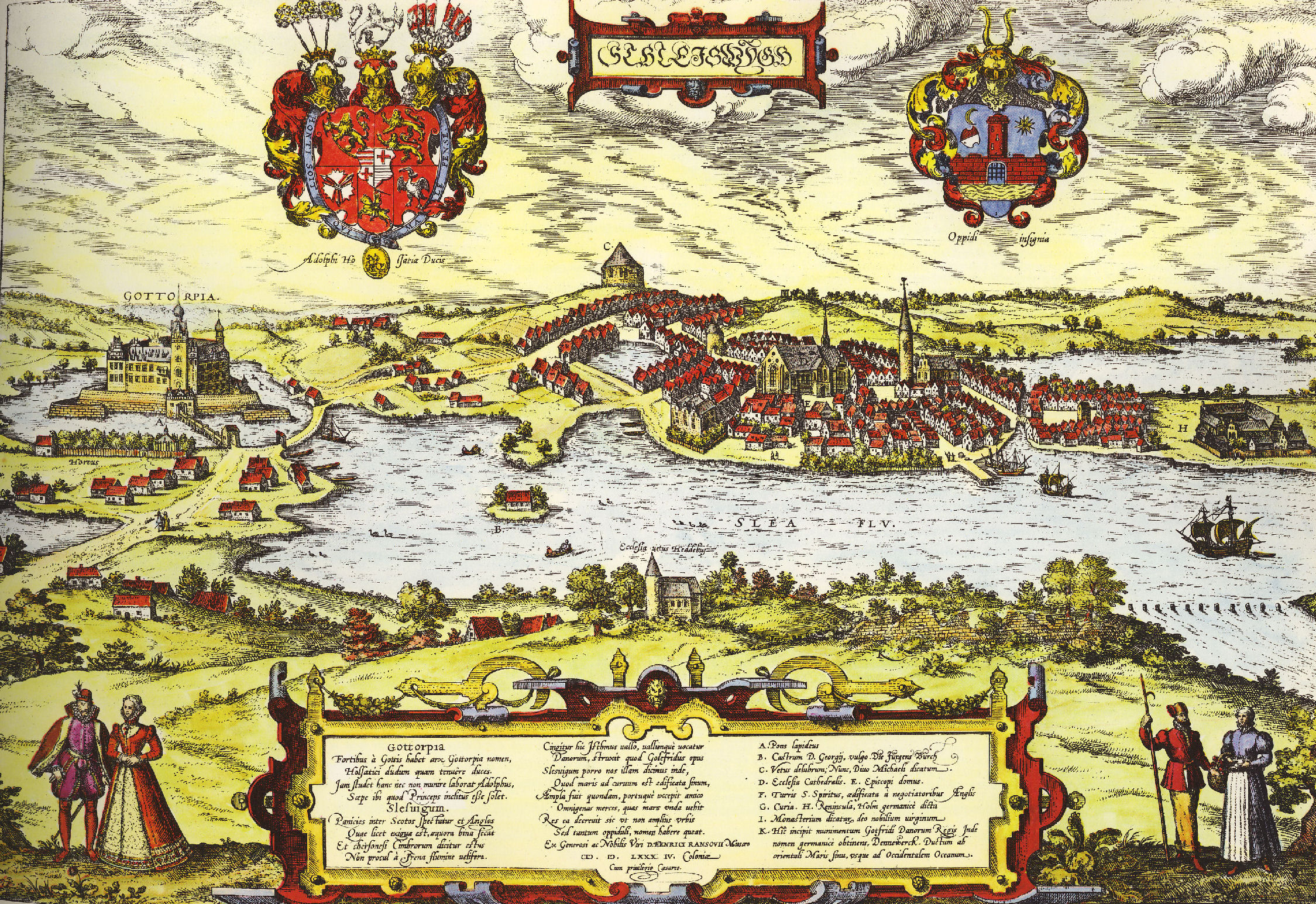
Schleswig 1600-ban

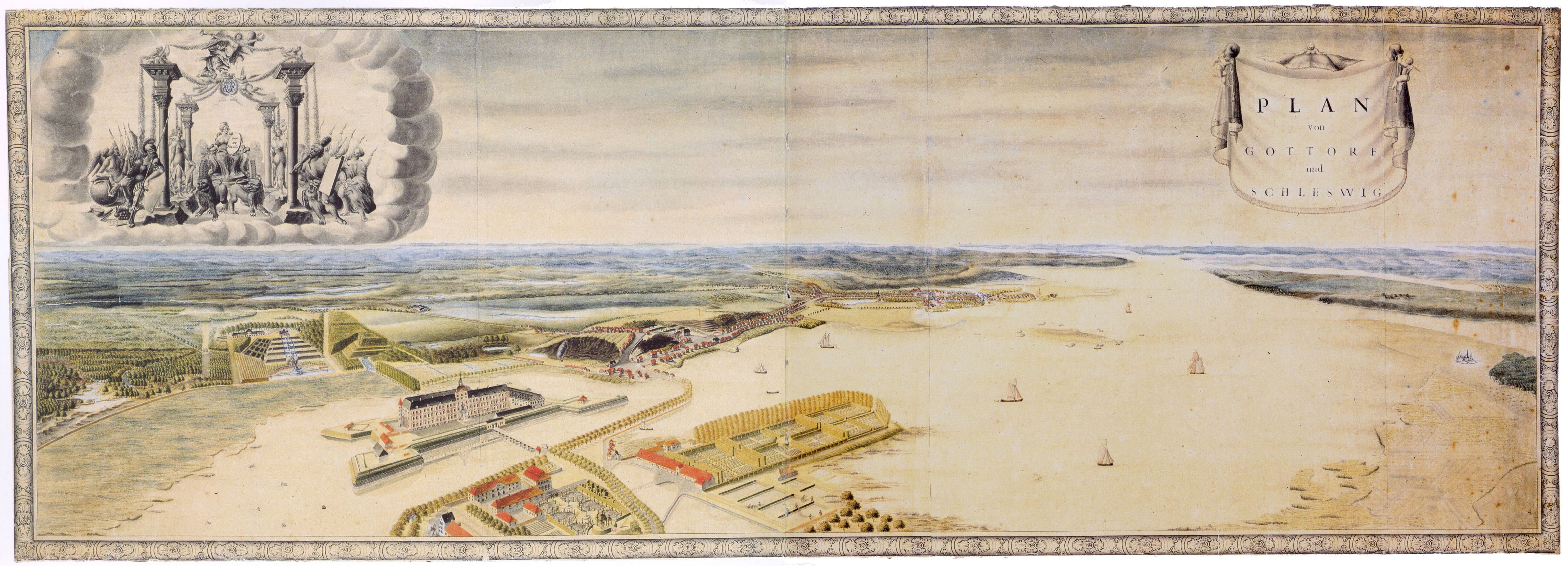

Történetének kezdete szorosan összefügg a néhány kilométerre, a Schlei déli oldalán a korai középkorban virágzó Haithabu dán viking kereskedővároséval, különös tekintettel arra, hogy a modern kutatások szerint a szászok és frankok utóbbit is Sliaswich-nak nevezték egy időben. Mivel a mai Schleswig óvárosában nem lehetséges ásatásokat végezni, egyelőre nem állapítható meg, hogy a két település létezett-e egy időben, vagy Schleswig csak Haithabu 1066-os végleges pusztulása után jött létre. 

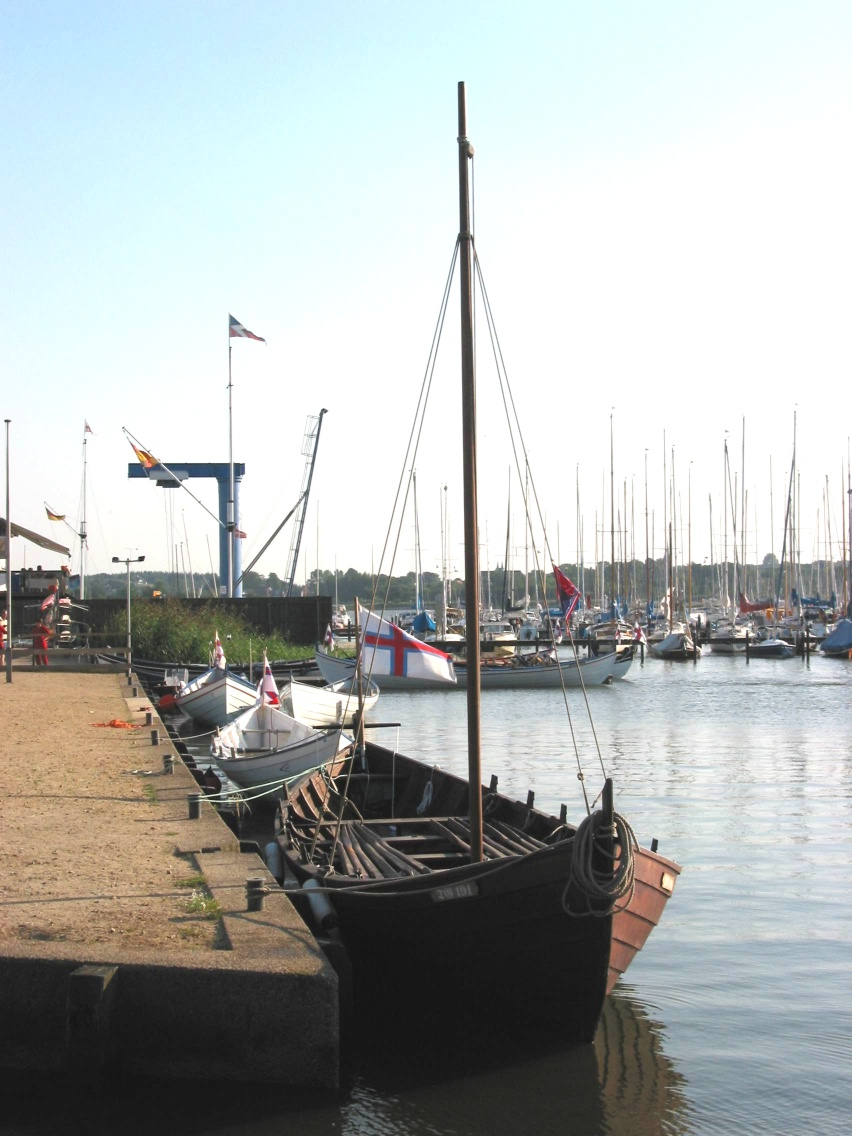

Mindenesetre a dán Schleswig város fellendülése a 11. század közepétől számítható, amikor súlypontáthelyeződés következett be a Schlei déli partjáról az északira. Valószínűleg ekkor épült a mai schleswigi óváros területén az első püspöki templom és a királyi palota, immár kőből, szemben azzal, hogy Haithabuban még kizárólag fából építkeztek. A település átvette Haithabu minden városi funkcióját és gyors ütemben kiépült, a 12. században már hét egyházközségre oszlott. Fallal vették körül, amelyen két tornyot is emeltek, és már 11. század nyolcvanas éveiben jelentősen kiépítették a kikötőjét. Ugyancsak a haithabui hagyományok folytatásaképpen a városban jelentős, specializált kézműves-réteg is dolgozott. A legjelentősebb gazdasági ágazat azonban itt is a távolsági kereskedelem volt, és az ebben részt vevők érdekei döntő mértékben hatottak a városi jog alakulására. Az itt elfogadott jogi normák a későbbiekben mintául szolgáltak a többi dán város alaptörvényei számára is.

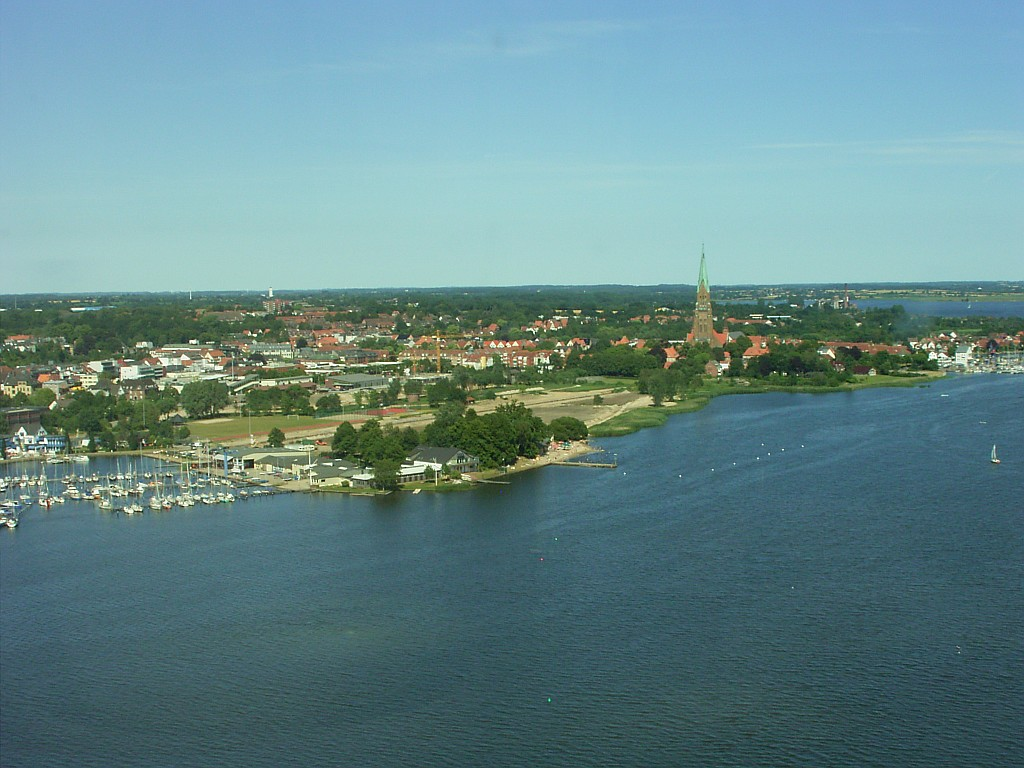

Két évszázados virágzás után azonban Schleswig jelentősége gyorsan csökkenésnek indult. Az 1156-ban német városként újjáalapított régi elbai szláv település, Lübeck és Hamburg, ami ekkoriban az előbbi elbai kikötővárosa volt, átvette Schleswignek a (és korábban Haithabunak) az Északi-tenger és a Balti-tenger közötti kereskedelemben játszott szerepét, nem utolsósorban a hajóépítés fejlődése miatt, mert az újabb, mély járású hajók számára a Schlei már túlságosan sekély volt. Schleswig visszasüllyedt mezővárossá.

## Galéria

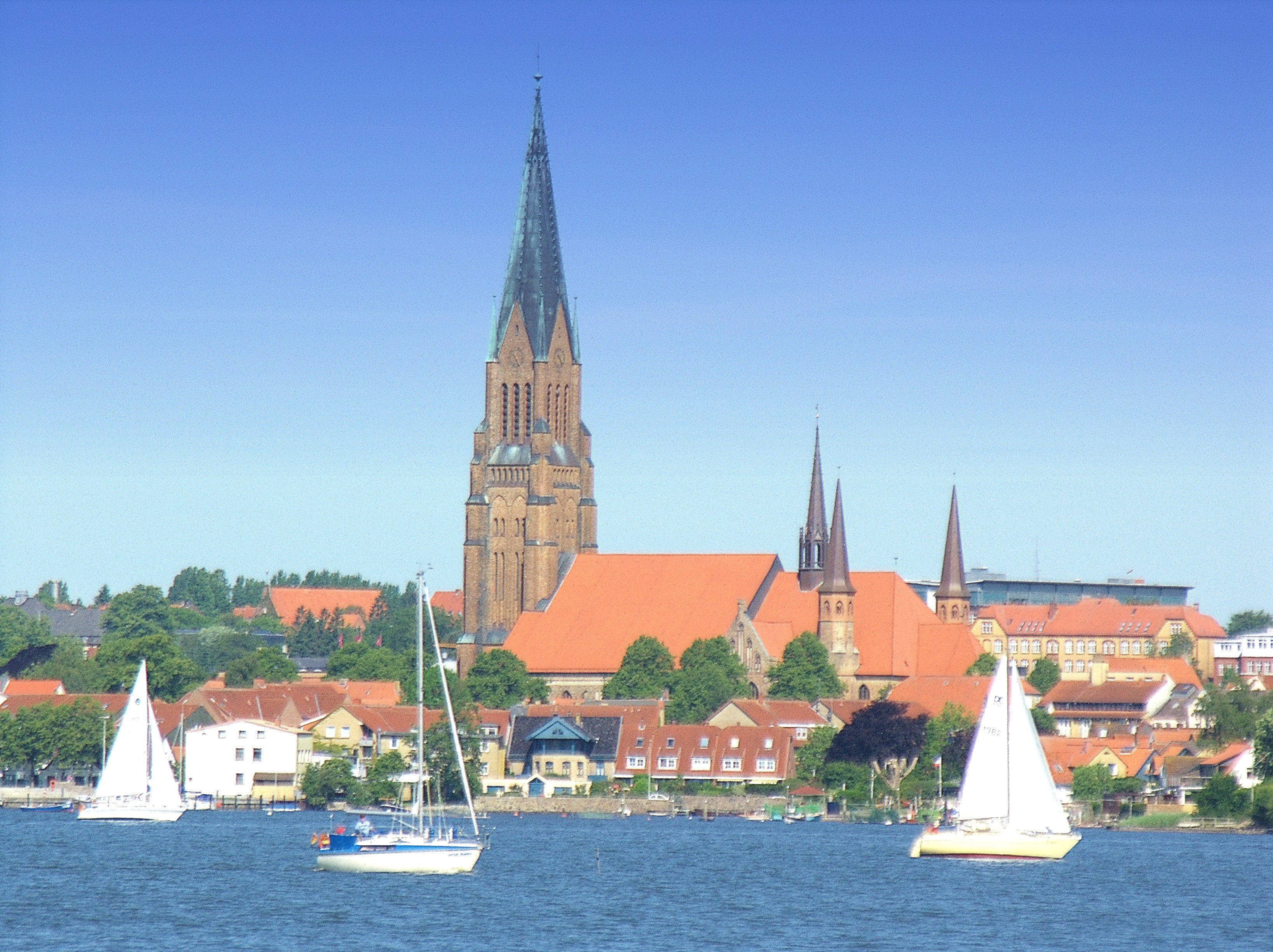
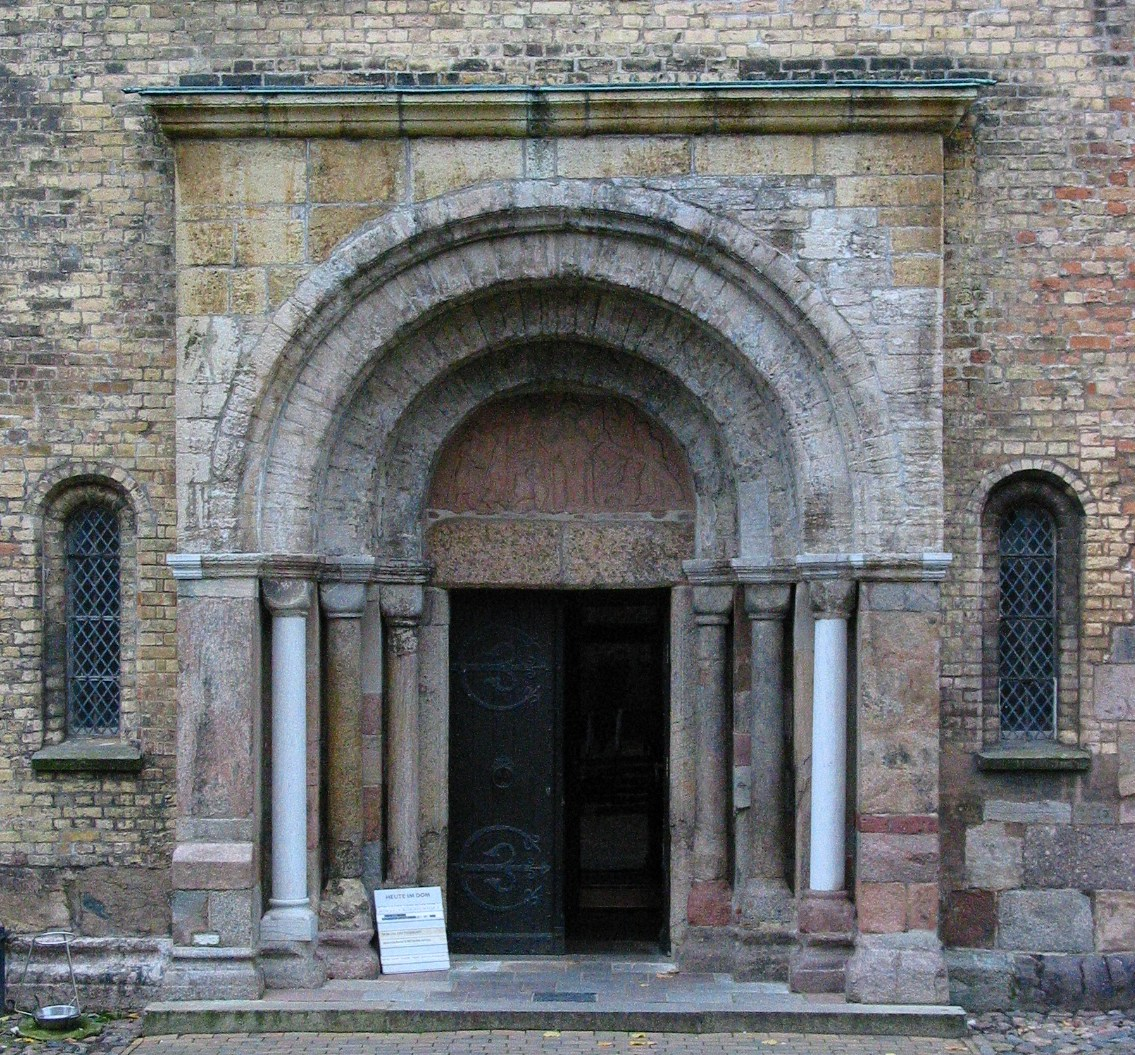
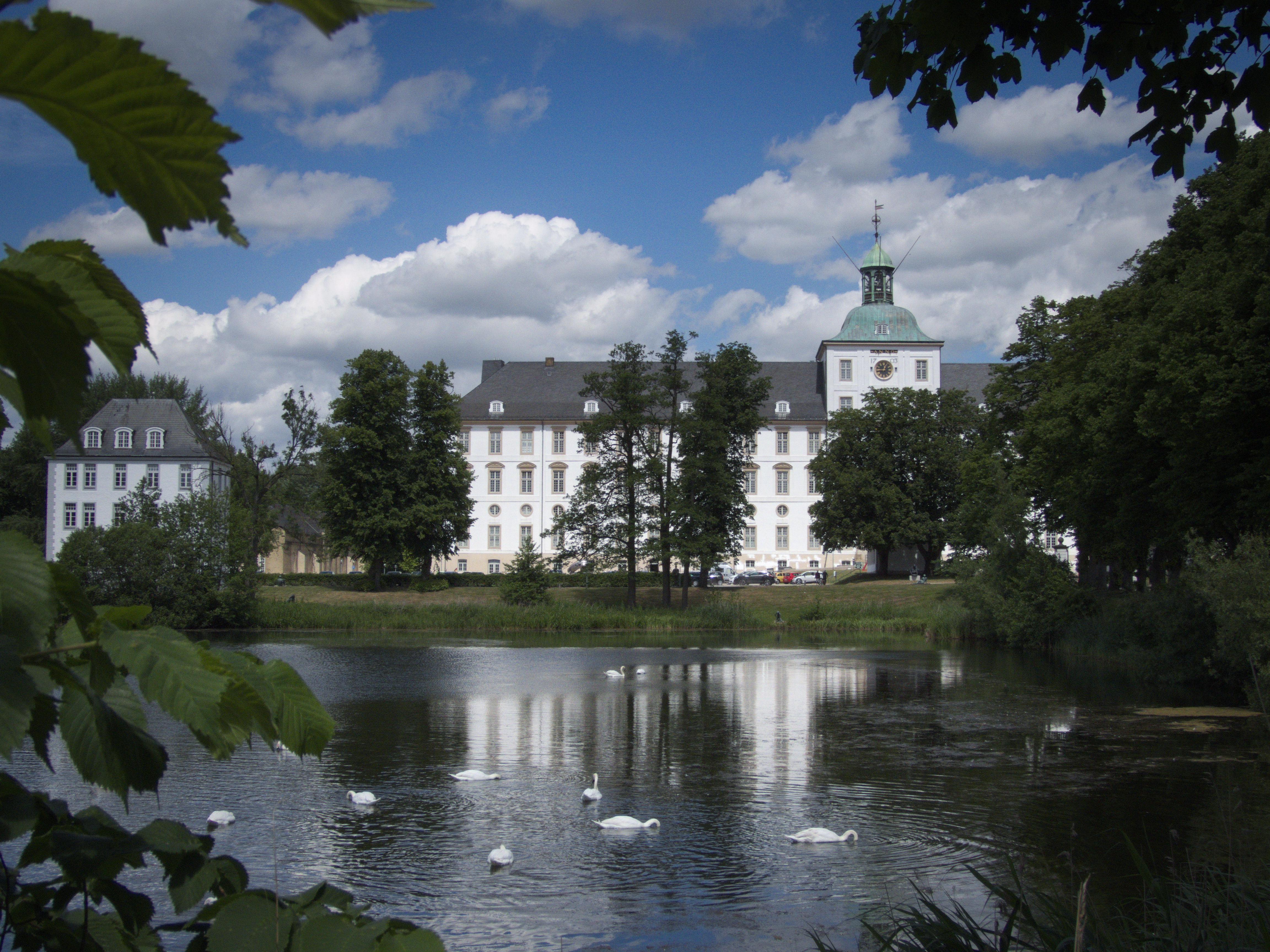
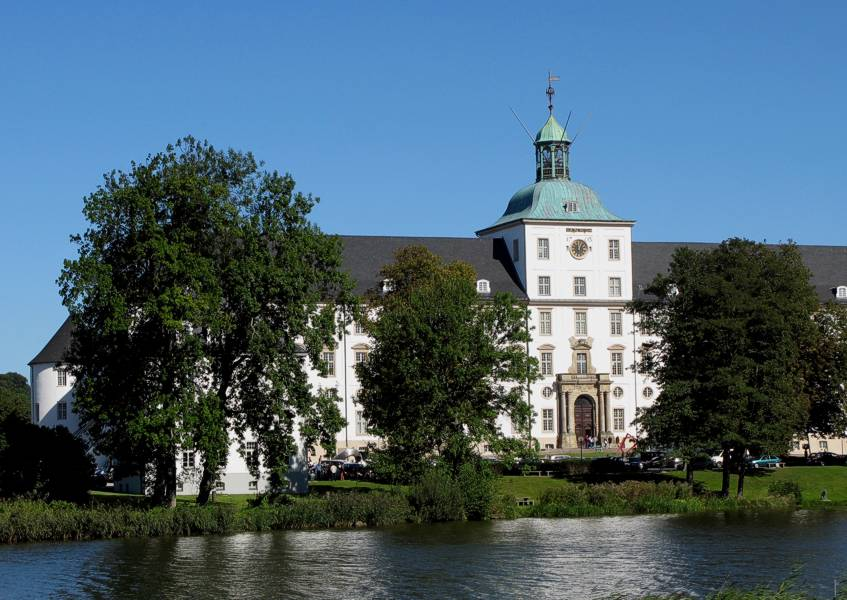
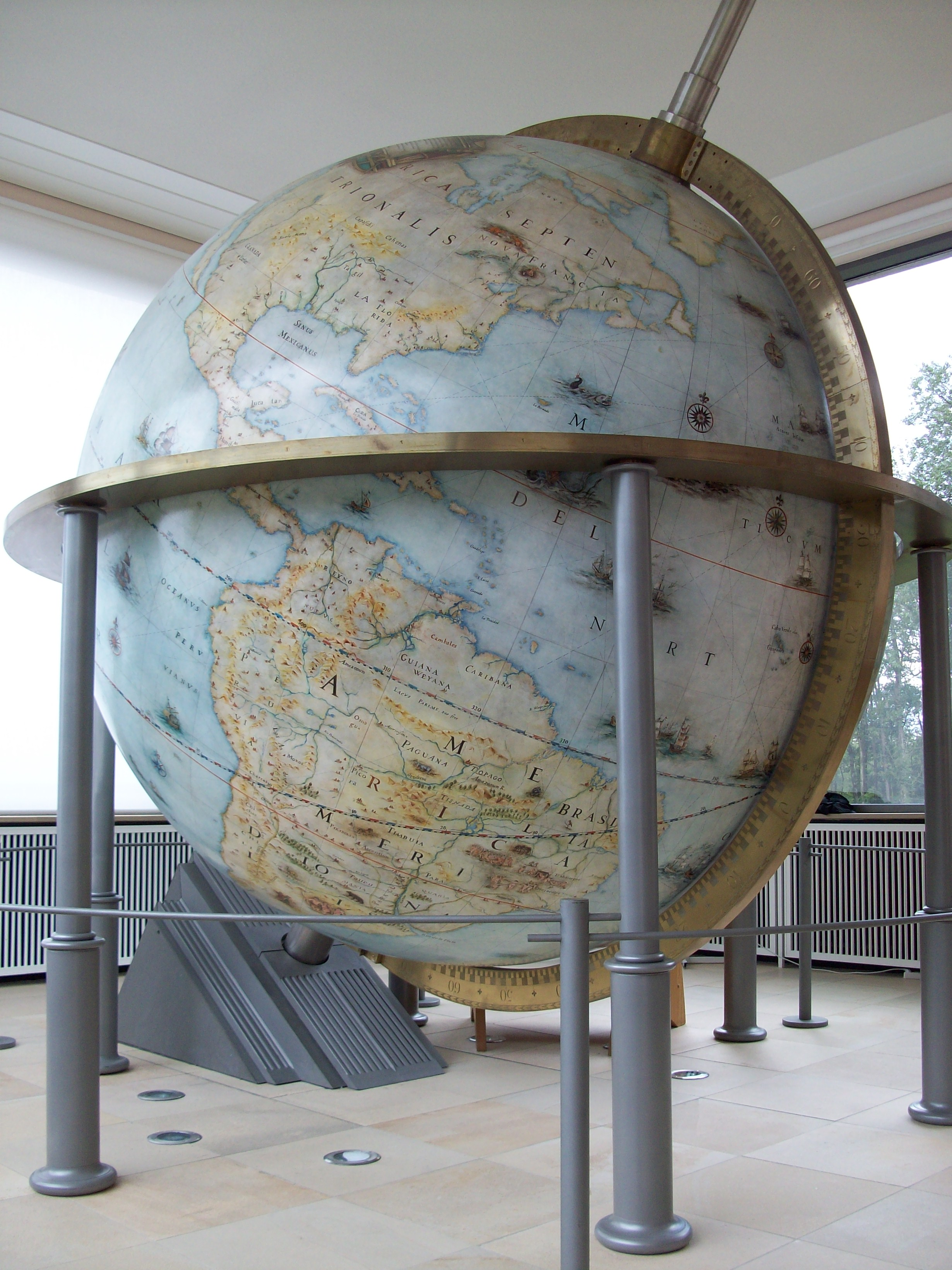
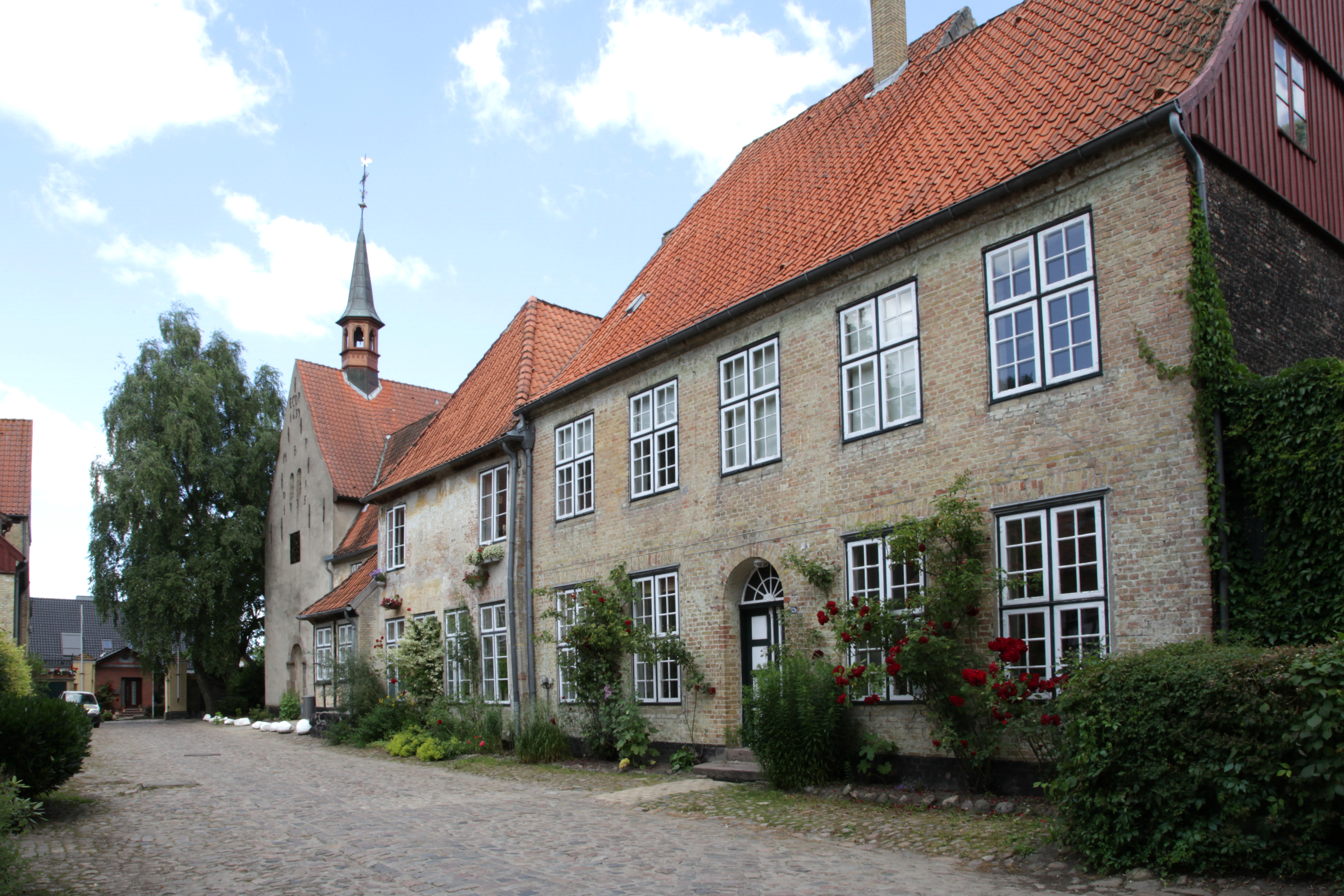
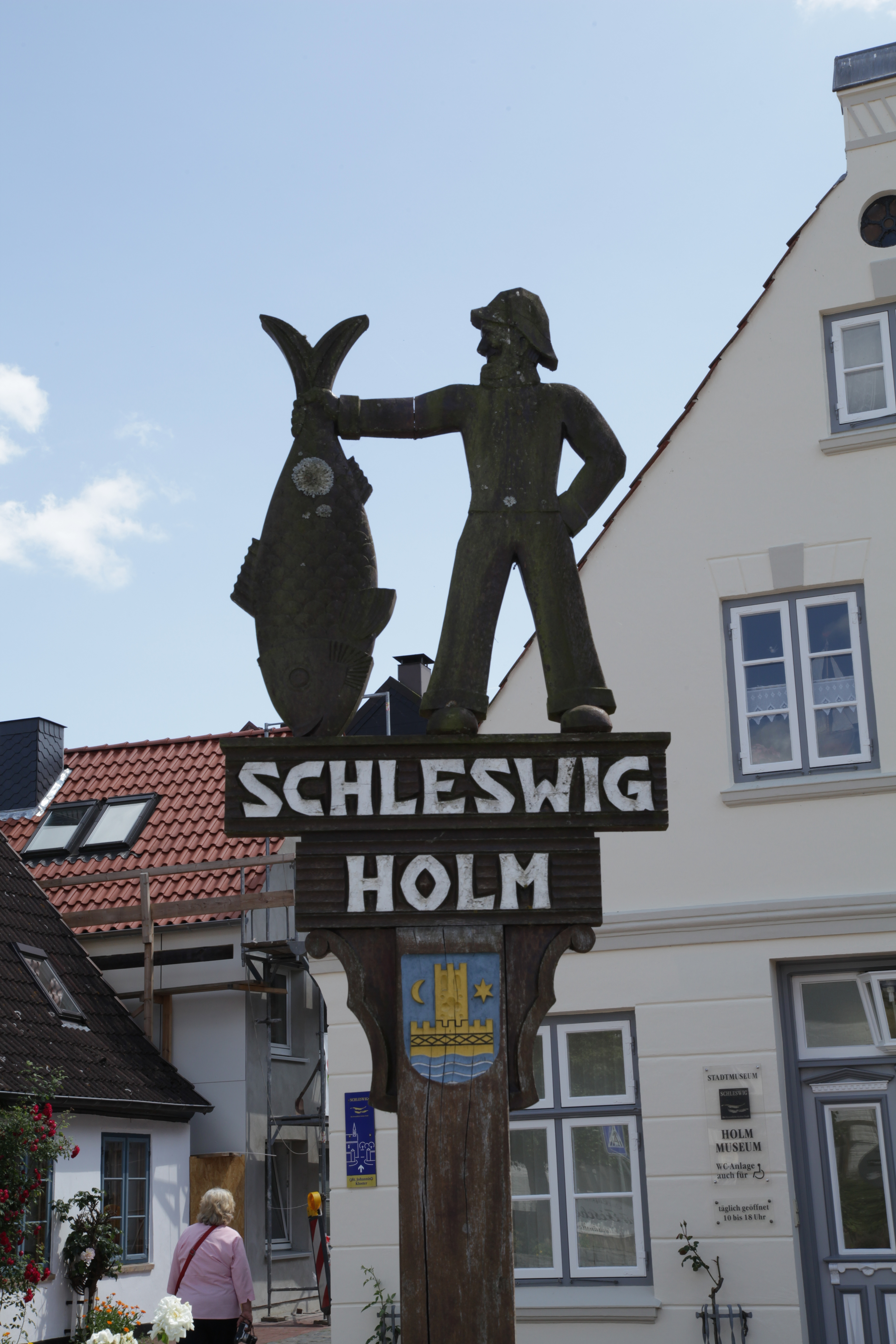
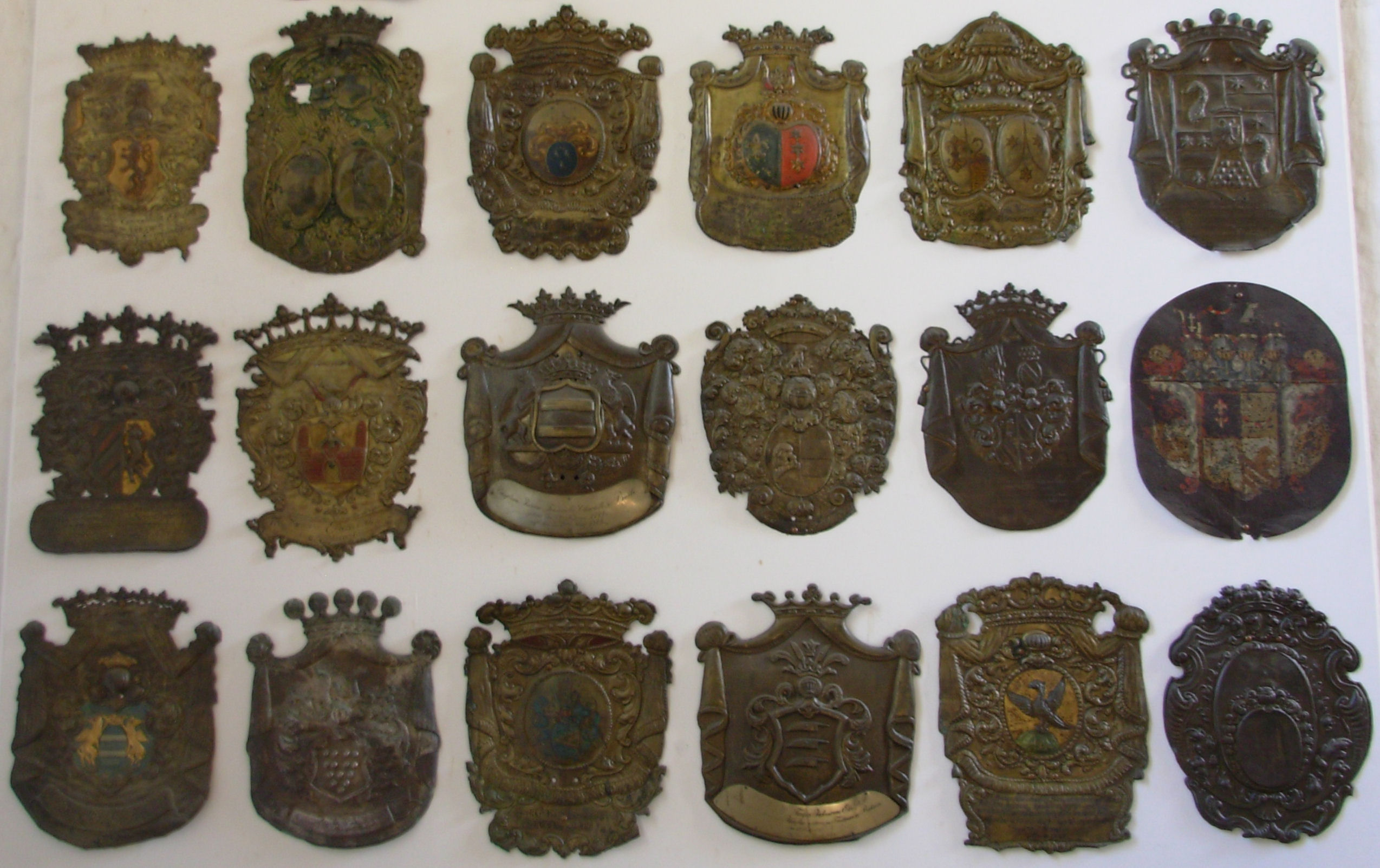

## Testvérvárosai
- Hillingdon kerület  (London), (Nagy-Britannia),  1958 óta
- Mantes-la-Jolie (Franciaország), 1958 óta
- Vejle (Dánia),  1977 óta
- Waren (Németország, Mecklenburg-Elő-Pomeránia),  1990 óta